# Karl Hans Maximilian von Le Suire
Karl Hans Maximilian von Le Suire, nemški general, * 8. november 1898, † 18. junij 1954.